# Erquinghem-Lys
Erquinghem-Lys (früher auch Erquinghem-sur-la-Lys,, ndl.: "Erkengem aan de Leie"); wörtlich deutsch etwa: Erkenheim an der Leie ist eine französische Gemeinde mit 5349 Einwohnern (Stand 1. Januar 2022) im Département Nord in der Region Hauts-de-France. Sie gehört zum Arrondissement Lille und zum Kanton Armentières.

## Geografie
Die Gemeinde liegt an der Leie (frz. Lys), worauf sich auch der Ortsname bezieht, 15 Kilometer nordwestlich von Lille. Das Gemeindegebiet von Erquinghem-Lys erstreckt sich über eine Fläche von neun Quadratkilometern Die Gemeinde ist drei Kilometer von der Grenze zu Belgien entfernt und grenzt im Süden an das Département Pas-de-Calais. Die Nachbargemeinden sind Nieppe im Norden, Armentières im Nordosten, La Chapelle-d’Armentières im Osten, Bois-Grenier im Südosten, Fleurbaix im Süden, Sailly-sur-la-Lys im Südwesten sowie Steenwerck im Westen. Durch das Gemeindegebiet von Erquinghem-Lys verläuft die Autoroute A25.

## Etymologie und Geschichte
Erquinghem wurde im Jahr 1116 als „Herchengehem“ erstmals schriftlich erwähnt.
Während des Ersten Weltkriegs lag die britisch-deutsche Front ganz in der Nähe, die damit einhergehenden Kampfhandlungen verursachten in Erquinghem und Umgebung große Verwüstungen.

## Bevölkerungsentwicklung
| Jahr                       | 1962 | 1968 | 1975 | 1982 | 1990 | 1999 | 2006 | 2012 | 2020 |
| Einwohner                  | 3257 | 3456 | 3658 | 3949 | 4355 | 4495 | 4507 | 4734 | 5364 |
| Quellen: Cassini und INSEE |      |      |      |      |      |      |      |      |      |

## Sehenswürdigkeiten
- Die Kirche Saint-Martin war während des Ersten Weltkriegs vom Deutschen Militär zum Lazarett umfunktioniert worden.
- Im Gemeindegebiet von Erquinghem-Lys befinden sich zwei britische Soldatenfriedhöfe

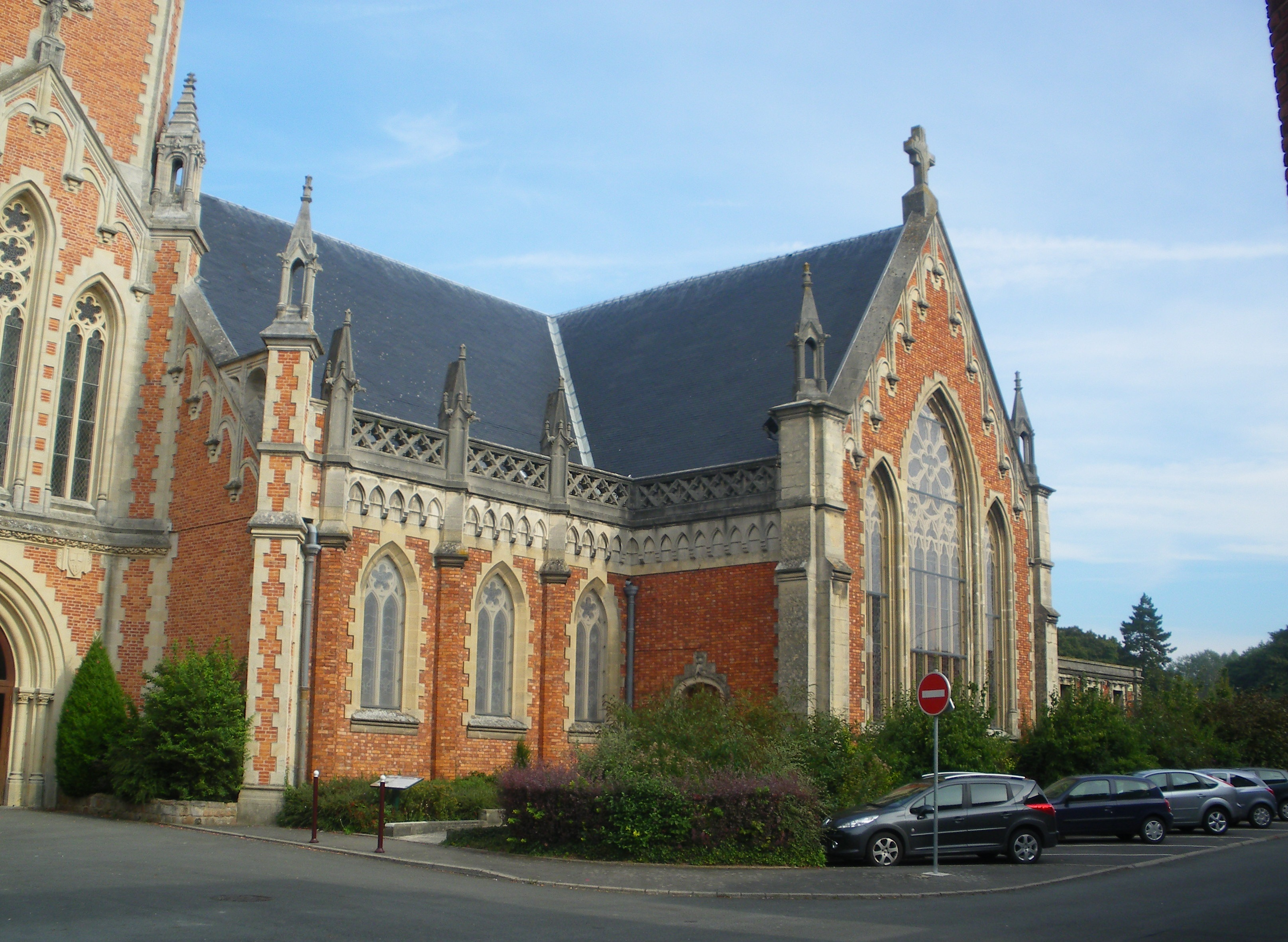
Kirche St. Martin, Kirchenschiff
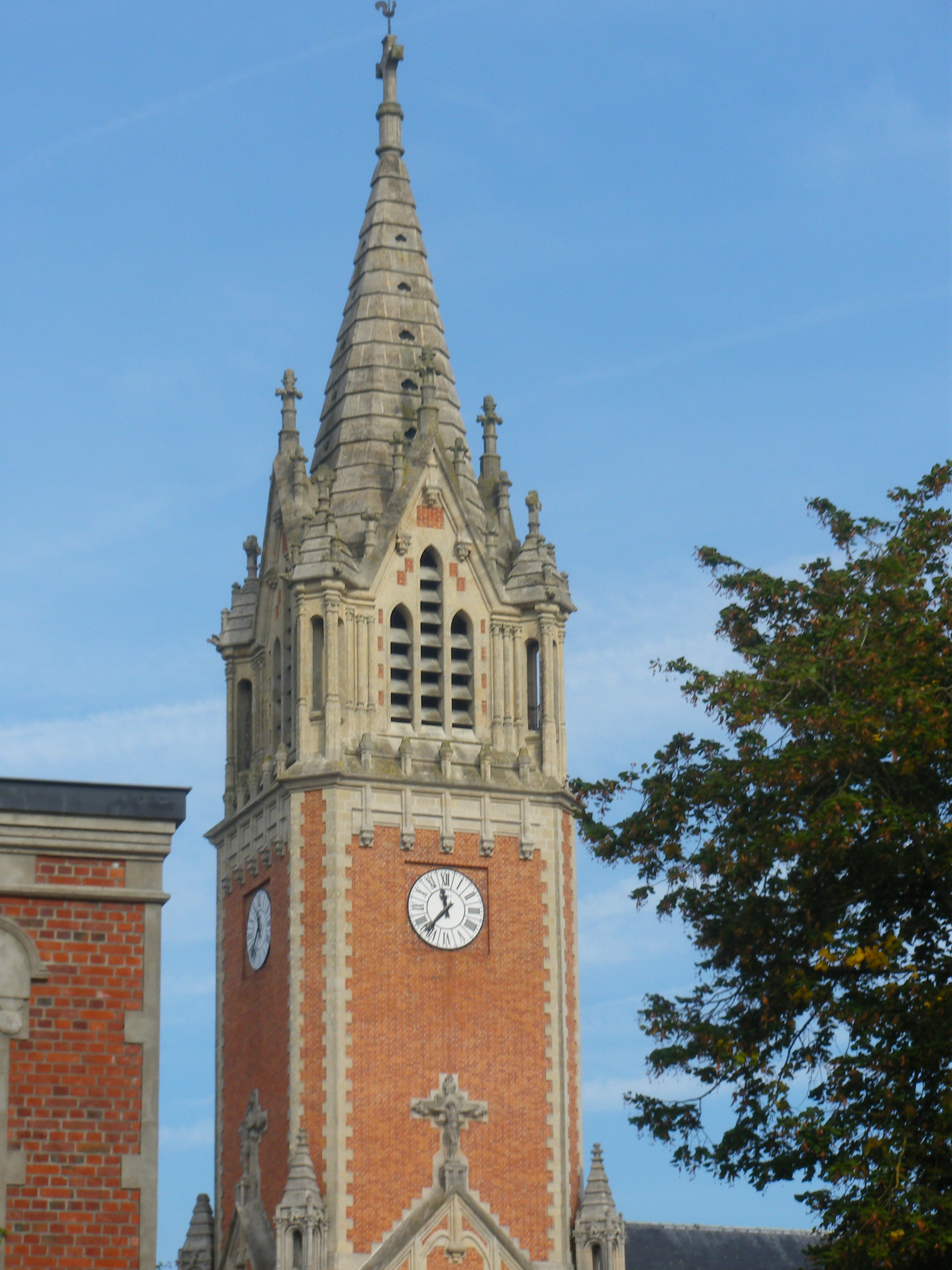
Kirche St. Martin, Turm
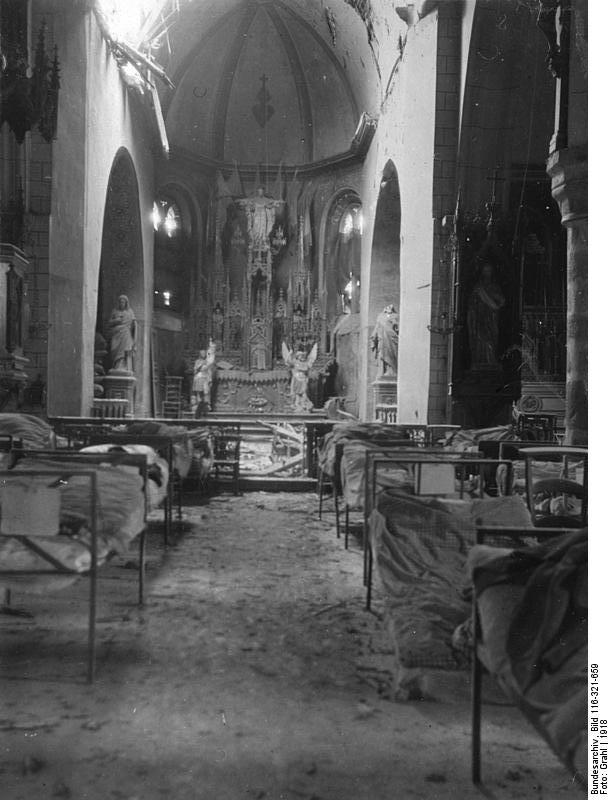
Kirche St. Martin, Innenraum als Lazarett während des Ersten Weltkriegs
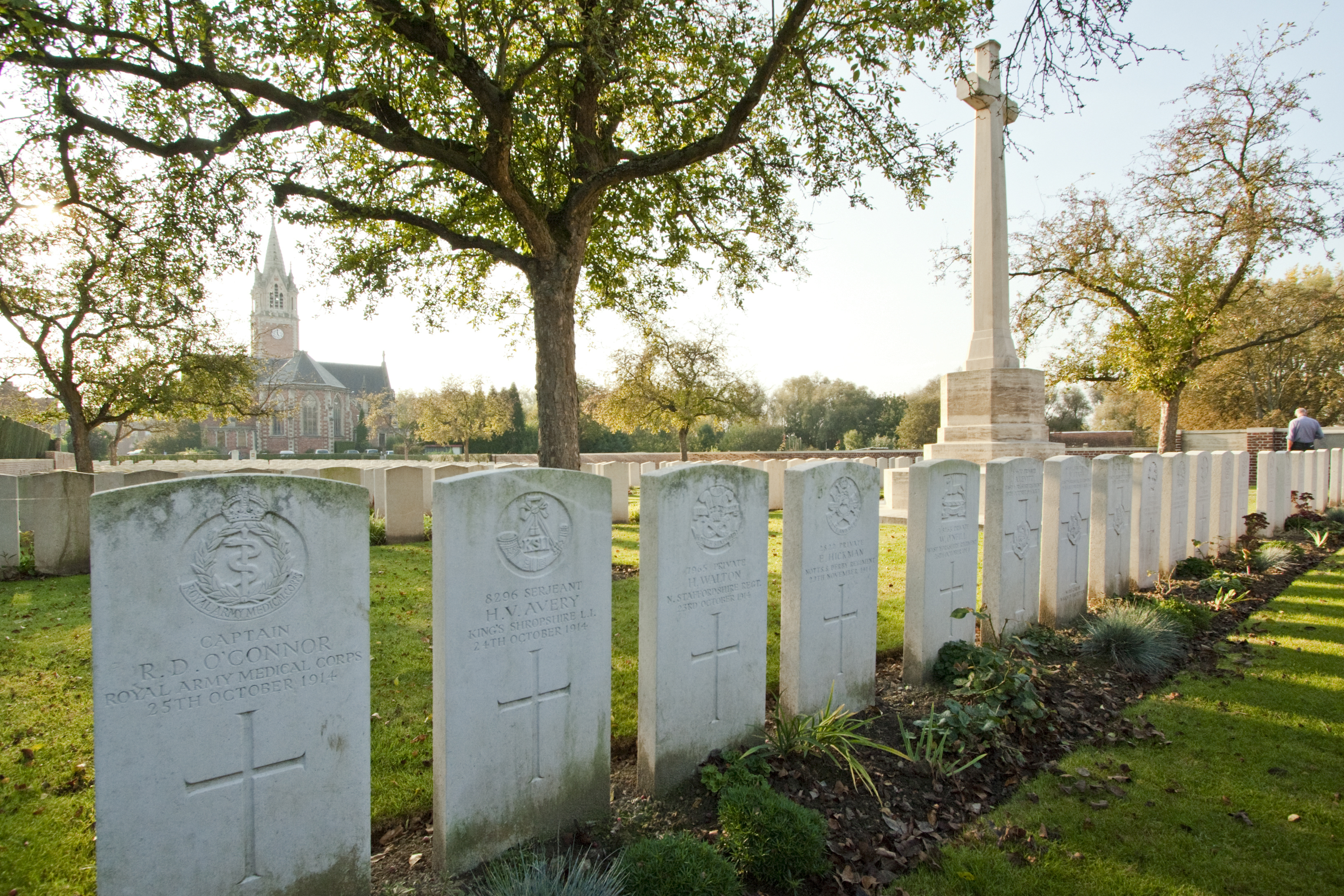
Britischer Soldatenfriedhof Erquinghem-Lys Churchyard Extension

## Städtepartnerschaften
Seit 2009 besteht eine Städtepartnerschaft mit der englischen Stadt Skipton, seit 2017 mit der Stadt Billerbeck in Westfalen (Deutschland).